# Всебелорусское народное собрание
Всебелорусское народное собрание (бел. Усебеларускі народны сход), также ВНС (бел. УНС) — общее собрание представителей всех ветвей власти, а также представителей гражданского общества со всей страны.
Изначально ВНС оценивало действие власти за прошедшие пять лет и определяются основные направления и параметры развития государства, вырабатывало план экономического и социального развития страны на предстоящий пятилетний срок. Проходило, за исключением первого, во Дворце Республики в Минске раз в пять лет, начиная с 1996 года.
После референдума в 2022 году Всебелорусское народное собрание получило новые полномочия, а в Конституции была добавлена дополнительная глава, в которой написано, что «Всебелорусское народное собрание – высший представительный орган народовластия Республики Беларусь, определяющий стратегические направления развития общества и государства, обеспечивающий незыблемость конституционного строя, преемственность поколений и гражданское согласие».
Согласно Конституции Республики Беларусь, заседания Всебелорусского народного собрания проводятся не реже одного раза в год.
Представители власти и сам Александр Лукашенко считают Всебелорусские собрания «высшей формой демократии» и «народными вече». Иногда данное мероприятие именуют своеобразным «съездом КПСС».

## Состав
Делегатами Всебелорусского народного собрания являются: 
- Президент Республики Беларусь;
- Президент Республики Беларусь, прекративший исполнение своих полномочий в связи с истечением срока его пребывания в должности либо досрочно в случае его отставки;
- представители законодательной власти: депутаты Палаты представителей и члены Совета Республики Национального собрания Республики Беларусь;
- представители исполнительной власти: Премьер-министр Республики Беларусь, его заместители и другие члены Совета Министров Республики Беларусь; председатели областных, Минского городского исполнительных комитетов; председатели районных, городских (городов областного подчинения) исполнительных комитетов;
- представители судебной власти: Председатель, заместитель Председателя и судьи Конституционного Суда Республики Беларусь; Председатель, заместители Председателя и судьи Верховного Суда Республики Беларусь;
- представители местных Советов депутатов;
- представители гражданского общества.

Делегаты Всебелорусского народного собрания от местных Советов депутатов и от гражданского общества подлежат избранию. Предельная численность делегатов Всебелорусского народного собрания от местных Советов депутатов составляет 350 человек. Предельная численность делегатов Всебелорусского народного собрания от гражданского общества составляет 400 человек. Предельная численность делегатов Всебелорусского народного собрания составляет 1200 человек.

## Краткие данные
| Собрание | Дата               | Место             | Количество делегатов | Главные темы и принятые решения |
| -------- | ------------------ | ----------------- | -------------------- | --- |
| I        | 19-20 октября 1996 | Дворец спорта     | 4740                 | Рассмотрение и принятие Программы социально-экономического развития на 1996–2000 годы, одобрена инициатива проведения республиканского референдума по внесению изменений и дополнений в Конституцию |
| II       | 18-19 мая 2001     | Дворец Республики | 2500                 | Подведение итогов и весомых достижений пятилетия; рассмотренная делегатами Программа социально-экономического развития Республики Беларусь на 2001–2005 годы наметила дальнейшие ориентиры и приоритеты |
| III      | 2-3 марта 2006     | Дворец Республики | более 2500           | Подведение итогов реализации Программы на 2001–2005 годы и проект обновленного стратегического плана страны на новое пятилетие. Среди акцентов — всестороннее развитие человека, рост реальных доходов населения, инновационное развитие экономики, энерго- и ресурсосбережение, рост экспорта и повышение конкурентоспособности белорусской продукции, развитие АПК и возрождение села, строительство жилья и развитие малых городов                                                                     |
| IV       | 6-7 декабря 2010   | Дворец Республики | 2500                 | Рассмотрение делегатами ключевых итогов предыдущего пятилетия, утвердили Программу социально-экономического развития на 2011–2015 годы. Акцент — на сохранении национальной модели социально ориентированной экономики, улучшении инвестиционного и бизнес-климата, развитии высокотехнологичных производств, росте экспорта |
| V        | 22-23 июня 2016    | Дворец Республики | 2500                 | Подведение ключевых итогов развития страны за предыдущее пятилетие и обсуждение стратегических задач на будущее, утверждение основных положений Программы социально-экономического развития страны на 2016–2020 годы. Масштабный план обозначил приоритеты Беларуси во внутренней и внешней политике, точки роста экономики, социальные ориентиры |
| VI       | 11-12 февраля 2021 | Дворец Республики | 2700                 | Утверждение основных положений Программы социально-экономического развития Республики Беларусь на 2021–2025 годы, предусматривающая стабильность в обществе, рост благосостояния граждан за счет модернизации экономики, наращивания социального капитала, создания комфортных условий для жизни человека; анонсировано проведение в 2022 году республиканского референдума по внесению изменений в Конституцию Республики Беларусь                                                                       |
| VII      | 24-25 апреля 2024  | Дворец Республики | 1165                 | Александр Лукашенко избран председателем VII Всебелорусского народного собрания, а Александр Косинец — заместителем председателя. Делегаты также избрали 13 членов Президиума ВНС: Вадима Богуша, Александра Бранцевича, Константина Бурака, Надежду Ермакову, Владимира Караника, Марину Ленчевскую, Сергея Полякова, Сергея Сивца, Руслана Страхара, Ирину Тылец, Дмитрия Чернякова, Ольгу Шпилевскую, Юрия Шулейко. Делегаты одобрили Концепцию национальной безопасности и Военную доктрину Беларуси. |

## История

### Первое Всебелорусское народное собрание

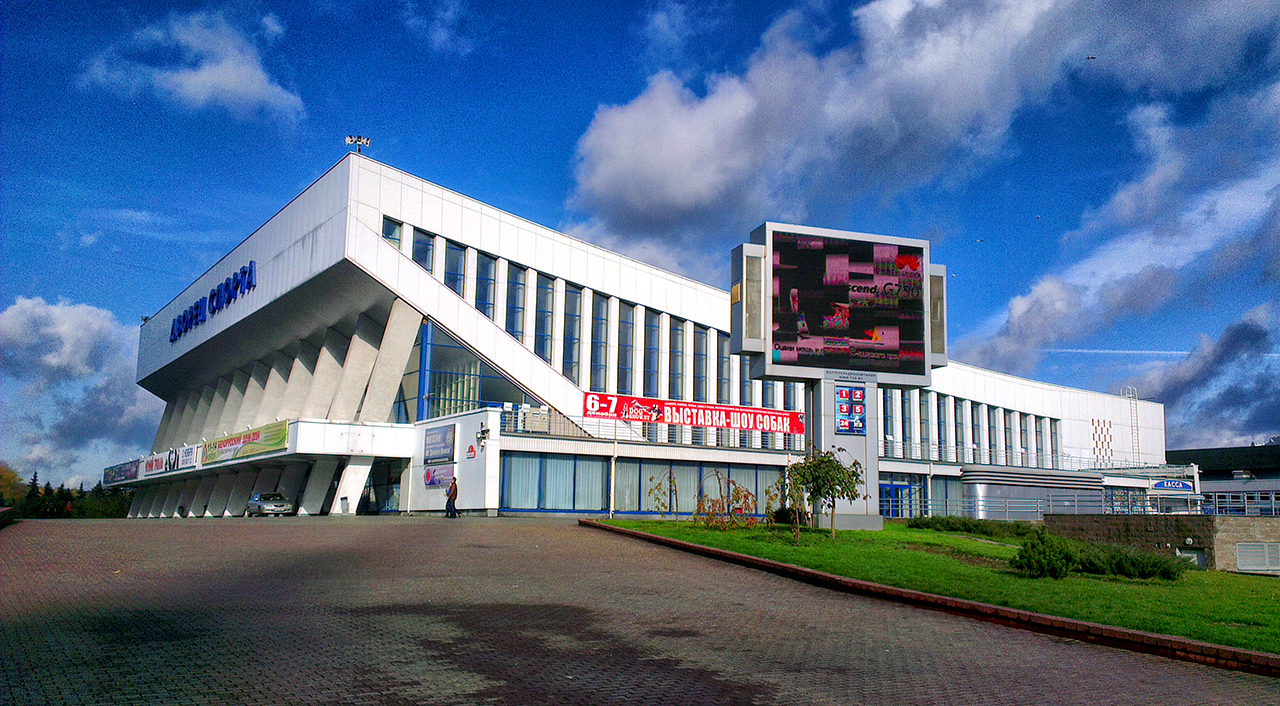
Дворец спорта — место проведения I Всебелорусского собрания

Первое Всебелорусское народное собрание состоялось 19–20 октября 1996 года в Минске. Площадкой проведения стал Дворец спорта. Тогда Президент Республики Александр Лукашенко впервые решил на самом высоком уровне посоветоваться с народом по важнейшим проблемам государственного строительства, определиться со стратегией и тактикой развития белорусского общества.
Главным итогом форума стало обсуждение основных положений Программы социально-экономического развития страны и проекта Конституции Республики Беларусь с изменениями и дополнениями, выносимого на республиканский референдум. По мнению организаторов, Собрание отвело республику от противостояния различных политических сил, а также определило курс развития государства.

### Второе Всебелорусское народное собрание
Знаковым для Республики Беларусь стало второе Всебелорусское народное собрание, состоявшееся 18-19 мая 2001 года. Оно проходило под лозунгом «За сильную и процветающую Беларусь!». Его участники сконцентрировали особое внимание на дальнейшем социально-экономическом развитии общества. Форум не только рассмотрел проблемы местного и регионального масштаба, но и на общегосударственном уровне пришёл к мнению о путях развития страны на ближайшую перспективу. Были обозначены приоритеты развития: продовольствие, экспорт, жилье, инвестиции и инновации.

### Третье Всебелорусское народное собрание

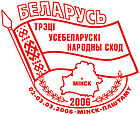
Памятный штемпель III Всебелорусского собрания

Третье Всебелорусское народное собрание прошло 2–3 марта 2006 года. Оно утвердило основным принципом государственного строительства в очередной пятилетке требование кардинально повысить качество жизни. В выступлении Президента на форуме тезис «Государство для народа» определён как новая ступень развития социального государства, действующего на благо народа. В собрании приняло участие 2, 5 тыс. человек со всей республики. При обсуждении проекта Программы социально-экономического развития Беларуси на 2006—2010 годы выступили Н. А. Ермакова, М. Я. Павлов, К. А. Сумар, А. Л. Зимовский.
В первый день работы собрания группа его участников, во главе с Председателем Совета Республики Геннадием Новицким, возложила венки к монументу Победы на одноимённой площади столицы — площади Победы.

### Четвёртое Всебелорусское народное собрание

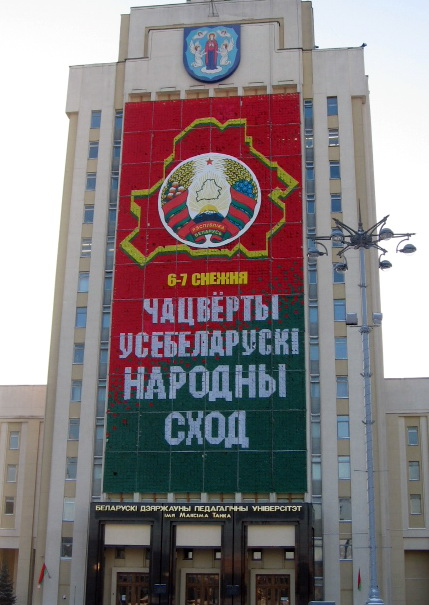
Транспарант на здании БГПУ им. М. Танка (площадь Независимости)

Четвёртое Всебелорусское народное собрание прошло 6–7 декабря 2010 года. На собрании были обсуждены вопросы, касающиеся итогов реализации Программы социально-экономического развития на 2006—2010 годы. Участники собрания рассмотрели также основные положения программы социально-экономического развития на 2011—2015 годы, другие важные вопросы государственной и общественной жизни.
Делегатами IV Всебелорусского собрания стали 2,5 тыс. человек. Среди них: 607 руководителей предприятий и организаций, 505 работников социально-культурной сферы, 273 рабочих, 250 работников сельского хозяйства, 209 инженерно-технических работников, а также студенты, учащиеся средних специальных учебных заведений, предприниматели, военнослужащие, пенсионеры. Среди делегатов IV Всебелорусского собрания — 480 человек, имеющих государственные награды. Из них — 13 Героев Советского Союза и Героев Социалистического Труда, полных кавалеров ордена Славы, Трудовой Славы, четверо Героев Беларуси, почётные звания имеют 95 человек.

### Пятое Всебелорусское народное собрание
Пятое Всебелорусское народное собрание прошло 22–23 июня 2016 года. Участниками мероприятия стали более двух с половиной тысяч человек. Делегатами форума стали только руководители органов государственного управления, предприятий и организаций, парламентарии, депутаты местных советов, представители политических партий, общественных объединений, а не представители всех слоев общества. На Всебелорусское народное собрание были приглашены около 150 гостей, в том числе почти 100 — из-за рубежа. Мероприятие прошло под лозунгом «Вместе — за сильную и процветающую Беларусь!»
Делегаты обсудили проект Программы социально-экономического развития Республики Беларусь на 2016–2020 годы. Главная цель на текущую пятилетку — повышение качества жизни населения на основе роста конкурентоспособности экономики, привлечения инвестиций и инновационного развития. Для достижения поставленных целей развитие страны будет основываться на таких приоритетах, как инвестиции, занятость, экспорт, информатизация, молодежь.

### Шестое Всебелорусское народное собрание
Вид деятельности участников VI собрания
 Промышленность, строительство, транспорт (30 %) Социально-культурная сфера, сфера услуг и СМИ (25,9 %) Органы государственного управления (14,8 %) Сфера АПК (8,2 %) Парламентарии (6,8 %) Пенсионеры и иные слои населения (5,9 %) Силовой блок (4,1 %) Представители частного бизнеса (2,7 %) Учащиеся и студенты (1,5 %)

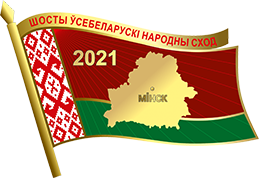
Отличительный знак делегатов VI собрания

Шестое Всебелорусское народное собрание прошло в Минске 11–12 февраля 2021 года под лозунгом «Единство. Развитие. Независимость». Одними из тем собрания стало анонсирование изменения Конституции Республики Беларусь (создание третьего варианта), поправки в которую будут вынесены на республиканский референдум в 2022 году. Помимо этого, делегаты в очередной раз обсудили Программу социально-экономического развития Республики Беларусь на 2021–2025 годы. Несмотря на введенный в Минске обязательный масочный режим в связи с коронавирусом, большая часть присутствующих во Дворце Республики находилась без масок.

#### Состав
В VI Всебелорусском народном собрании принимали участие около 2 700 человек, из них 2 400 — непосредственно делегаты: 36,4 % от общего числа принявших участие в форуме — женщины, 63,6 % — мужчины; 35,9 % от общего числа делегатов — люди от 41 до 50 лет, 29,7 % — от 51 до 60 лет, от 31 до 40 лет — 17,3 %, старше 60 лет — 10,8 %, до 30 лет — 6,3 %; 30 % от общего числа участников — представители промышленности, строительства и транспорта; 25,9 % — люди, занятые в социально-культурной сфере, сфере услуг и СМИ; 14,8 % участников занимают должности в органах государственного управления, 8,2 % — представители сферы агропромышленного комплекса (АПК); парламентарии — 6,8 %, силовой блок — 4,1 %, представители частного бизнеса — 2,7 %, учащиеся и студенты — 1,5 %. Оставшиеся 5,9 % приходятся на пенсионеров и иные слои населения. Один из делегатов от Пинска в последний момент не смог принять участие по семейным обстоятельствам.
Кроме делегатов форума, на нём присутствовали более 300 приглашённых, в том числе более 40 зарубежных гостей из 20 стран. Среди них — Государственный секретарь Союзного государства Григорий Рапота, который отметил важность для поиска взаимопонимания такой диалоговой площадки, как Всебелорусское народное собрание.

### Седьмое Всебелорусское народное собрание
Первое заседание VII Всебелорусского народного собрания состоялось 24–25 апреля 2024 года. В первый день в основном рассматривались организационно-избирательные вопросы, во второй — вопросы, включённые в повестку дня.

## Критика
Оппоненты власти выражают сомнение в целесообразности созыва подобных собраний. Иногда Всебелорусское народное собрание иронично называют «Всебелорусским хуралом» и «Всебелорусским курултаем».
Участник первого Всебелорусского собрания Владимир Гончарик называет планирование будущих пятилеток на таких собраниях «пропагандистским шагом», мотивируя это тем, что все подобные собрания происходят за несколько недель до президентских выборов, а значит, существует возможность выбора другого кандидата. Кроме того, по его мнению, принятые постановления не выполняются:
|                   | Я прааналізаваў перадвыбарчую праграму Лукашэнкі 2006 года. У ёй было тры прынцыповыя моманты. Па-першае, за пяцігодку нам абяцалі еўрапейскі ўзровень жыцця (па зарплатах, медыцынскім абслугоўванні і г.д.). Па-другое, жыллё мусіла стаць удвая танней. Па-трэцяе, інфляцыя не павінна была быць вышэй за 5%. Што ж маем насамрэч? Інфляцыя вырасла ў два разы. Жыллё не патаннела. Па ўзроўні жыцця, заробках мы не толькі з развітымі краінамі Еўропы, але з той жа Польшчай не можам раўняцца. Больш за тое, раней мы мелі большыя, чым у Расіі, пенсіі, але цяпер і ў гэтым прайграем. Вось вам і абяцанні, агучаныя на папярэднім Усебеларускім народным сходзе. |  | Я проанализировал предвыборную программу Лукашенко 2006 года. В ней было три принципиальных момента. Во-первых, за пятилетку нам обещали европейский уровень жизни (по зарплатам, медицинскому обслуживанию и т.д.). Во-вторых, жилье должно было стать вдвое дешевле. В-третьих, инфляция не должна была быть выше 5%. Что же имеем на самом деле? Инфляция выросла в два раза. Жильё не подешевело. По уровню жизни, заработках мы не только с развитыми странами Европы, но с той же Польшей не можем равняться. Более того, раньше у нас были большие, чем в России, пенсии, но теперь и в этом проигрываем. Вот вам и обещания, озвученные на предыдущем Всебелорусском народном собрании. |  |
| Владимир Гончарик | |  | |  |

На невыполнение Лукашенко обещаний, сделанных на первом Собрании в 1996 году, указывал также его участник Михаил Чигирь перед Собранием 2001 года. Участник второго Всебелорусского собрания академик Александр Войтович отмечает, что собрание не принимает никаких решений, а всё происходит по заранее спланированному сценарию. По этой причине на собрания не допускаются участники, имеющие «альтернативные взгляды».
Во время проведения пятого Всебелорусского народного собрания в 2016 году партия БНФ высказала мнение, что Собрание 2016 года проводилось не во время президентских выборов (как это было раньше), а после них, потому что не выполнен ни один из финансово-хозяйственных показателей, которые на Собрании 2010 года были утверждены в качестве плана. Также партия БНФ заявила: «Ввиду того, что на так называемом народном собрании будут присутствовать только и исключительно сторонники экономического и политического курса действующей власти, этот орган не способен выполнить задачу национальной консолидации перед лицом актуальных геополитических вызовов, с которыми сталкивается наша страна».

## Фотогалерея

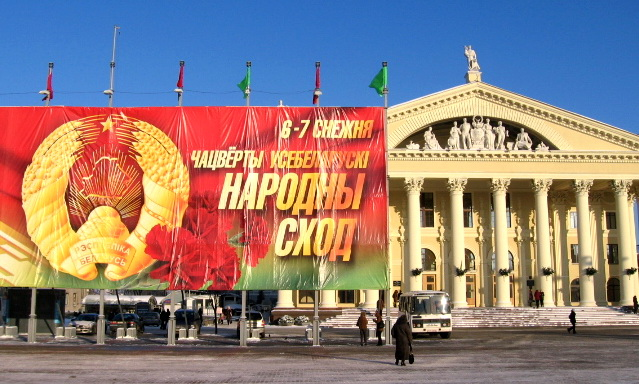
Транспарант на Октябрьской пл. перед Дворцом Республики
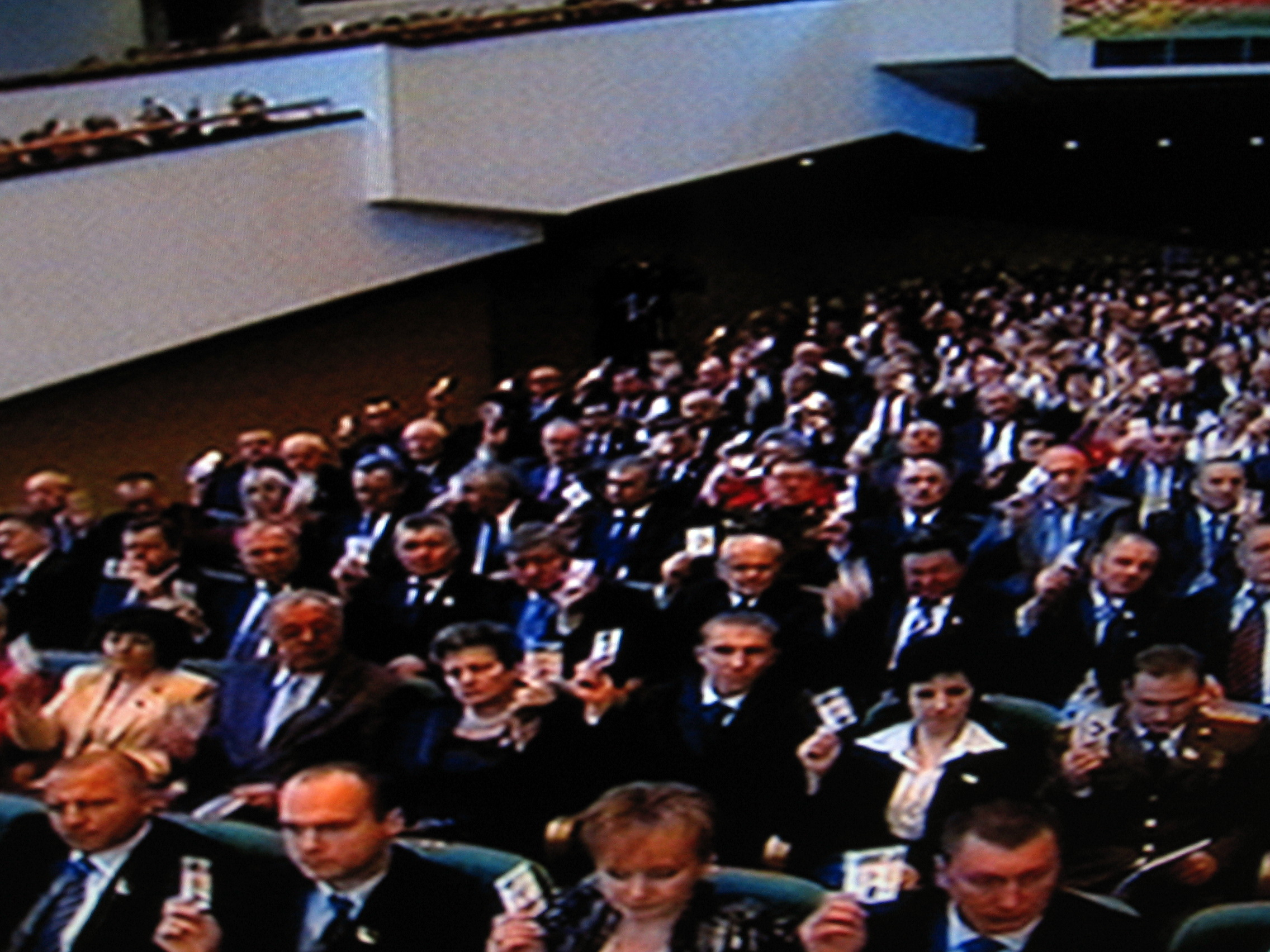
Голосование на IV Всебелорусском собрании